# Villar del Humo
Villar del Humo – gmina w Hiszpanii, w prowincji Cuenca, w Kastylii-La Mancha, o powierzchni 150,05 km². W 2011 roku gmina liczyła 273 mieszkańców.